# Etchi

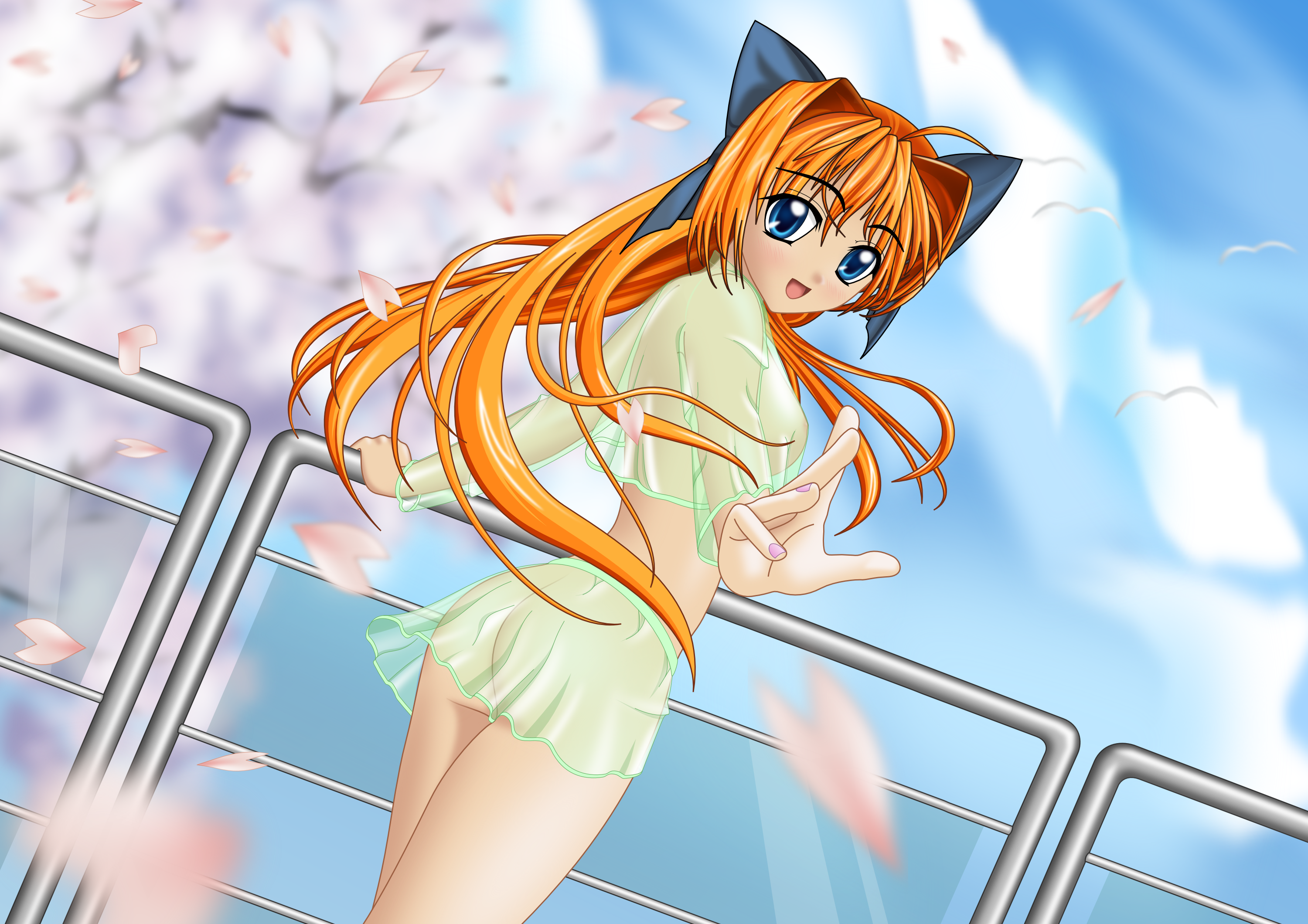
Zeichnung mit typischen Etchi-Merkmalen

Etchi (jap. エッチ /⁠etːɕi⁠/) oder Ecchi ist ein häufiger Euphemismus der japanischen Sprache im Zusammenhang mit Sexualität. Es wird als Adjektiv benutzt, im Sinne von schmutzig, unanständig, frivol; als Verb (エッチする etchi suru), im Sinne von Schmutziges, Unanständiges, Frivoles tun oder miteinander schlafen oder als Substantiv, zur Bezeichnung von jemandem, der etchi ist. Synonym verwendet wird ero (von Eros).

## Ursprung
Das Wort war während der 1950er Jahre Teil des Jargons japanischer Oberschülerinnen und ist die Aussprache des Buchstabens H – abgeleitet von der englischen Aussprache von H als /⁠ɛɪtʃ⁠/. Wofür dieses H steht, ist nicht bekannt; es gibt mehrere verbreitete Theorien:
- Es wird vermutet, dass Etchi der Anfangsbuchstabe des japanischen Wortes hentai (変態, „pervers“) in lateinischer Umschrift ist,[2] das vieles bezeichnet, was unter den in Japan allgemein geltenden Normen der Gesellschaft als sexuell anstößig gilt.[3]
- Eine andere Theorie besagt, dass sich das H von dem ersten Buchstaben des Wortes harenchi (破廉恥, „Unverschämtheit“, „Schamlosigkeit“) ableitet und seit den 1960er Jahren in der Umgangssprache jüngerer Leute Einzug hielt.[4]
- Aber es wird auch nicht ausgeschlossen, dass sich Etchi vom ersten Buchstaben des Wortes himitsu (秘密, „Geheimnis“) ableitet. Es wurde im Jahr 1952 in der Abhandlung Shiroi Magyo (白い魔魚) von Seiichi Funabashi bekannt und in den 1990er Jahren, in Bezug zu dem sexuellen Akt selbst, wieder aufgegriffen.[5] So wird der Komiker Sanma Akashiya (明石家 さんま) immer wieder in dem Zusammenhang genannt, zur Verbreitung und Popularisierung der Wortschöpfung beigetragen zu haben.

## Etchi und Hentai als Kategorien bildlicher Darstellungen
Hentai und Etchi werden im Westen oft getrennt voneinander verwendet. Anders als in Japan, wo sie als allgemeine, gleichwertige Bezeichnungen für versaut und pervers benutzt werden, stellen die beiden Wörter im Westen abgestufte Genrebezeichnungen von Manga und Anime mit sexuellen Inhalten dar. Es hat sich dabei eingebürgert, die Begriffe nach Härte der Darstellung zu unterscheiden: Etchi bezeichnet üblicherweise eher softerotische Manga und Anime (d. h. keine explizite Darstellung von Geschlechtsorganen oder -verkehr), während der Begriff Hentai für hart gezeichnete Pornografie steht. Die Übergänge zwischen Etchi und dem so genannten Fanservice sind fließend, wobei Etchi auch als zügelloser Fanservice definiert wird.
Obwohl die Wortbedeutung in Japan die gleiche ist und beide Begriffe alles von „pervers“, „verdorben“ bis hin zu „ekelig“ bezeichnen, hat laut Künstlerin Hiroko Mizoguchi Etchi auch in Japan einen verspielten und positiven Unterton.

„Etchi bezeichnet erotische Darstellungen. Im Vergleich zu Hentai weniger explizit.“

Etchi als Begriff einer bildlichen Darstellung ist besonders im westlichen Raum zu einer der beliebtesten Kategorien für Anime und Manga geworden. Etchi-Werke sind sehr viel häufiger anzutreffen als Hentai und haben ein breiteres Angebot.

## Typische Merkmale in Manga und Anime
In Etchi wird entgegen der Kategorie Hentai eher humorvoll mit dem Thema Sexualität umgegangen. In den Darstellungen finden sich häufig niedliche Figuren wieder, die sich ihrer sexuellen Anziehung nicht bewusst erscheinen, meist fröhlich gelaunt sind und unschuldig (kindlich) wirken. Aber auch das Gegenteil ist möglich. So werden Figuren auch immer wieder als ernsthaft, raffiniert und ihrer sexuellen Reize bewusst dargestellt.
Ein ebenfalls häufig anzutreffendes Merkmal ist die verrutschende Kleidung, die entweder unbewusst vom Körper gleitet oder gar „gewaltsam“ entrissen wird. Dies resultiert häufig in einer Darstellung von Unterwäsche bzw. im Fehlen dieser. Innerhalb solcher Bilder werden gelegentlich auch Brüste oder Gesäße offengelegt, jedoch wird niemals das Geschlechtsteil gezeigt. Die Brüste werden wahlweise mit oder ohne Brustwarzen gezeichnet. Die Entscheidung liegt im Ermessen des Künstlers, solange Zensur oder Produktionsrichtlinien dem nicht entgegenstehen.
Typische Beispiele sind die Serien Dragon Girls, DearS, Amaenaideyo!! oder Love Trouble.
Obwohl es sehr viele Merkmale gibt, die darauf hindeuten, dass ein Anime oder Manga als Etchi gewertet werden kann, gibt es drei Merkmale die besonders oft zur Verwendung kommen.

### Nacktheit
In vielen Anime, Manga und Computerspielen wird Nacktheit sowohl im Sinne von Fanservice oder als humorvolles Element verwendet, wobei beim letzteren meist die übertriebenen Reaktionen im Mittelpunkt stehen. In einem typischen Harem-Werk, wie etwa Love Trouble oder Mayo Chiki!, gelangt der Protagonist immer wieder in die missliche Situation, andere Charaktere entblößt zu sehen, was dann diverse Konsequenzen nach sich ziehen kann.
Eine typische Reaktion auf Nacktheit ist etwa das Nasenbluten, was eine Erektion des meist männlichen Mitwirkenden darstellen soll. Sehr extreme Beispiele dafür wären die Anime Baka to Test to Shōkanjū und Maria†Holic, in welchen die Charaktere aufgrund des Blutverlustes beinahe sterben. Zugleich reagieren die weiblichen Figuren in aller Regel überaus beschämt und aggressiv. So kommt es nicht selten vor, dass der Protagonist zusammengeschlagen wird. Je nach Charakter der Figuren kann es sich aber auch in das genaue Gegenteil wandeln, wobei die meist weibliche Figur über den Protagonisten herfällt und versucht, ihn nach allen Regeln der Kunst zu verführen.
Nacktszenen werden dabei immer wieder zensiert, wobei hier zwei Arten der Zensur zu unterscheiden sind und der Grad der Zensur stark variiert. So wird in einigen Werken die Möglichkeit wahrgenommen, die kritischen Körperbereiche geschickt zu verstecken, obwohl die gezeigte Figur offensichtlich nackt ist. So ist etwa das Blatt einer Zimmerpflanze, der Dampf in einer Dusche, eine andere Figur oder irgendein anderer Gegenstand im Weg und versperrt teilweise den Blick. In englischer Sprache wird diese Art der Zensur daher häufig als „convenient censorship“ bezeichnet.
In Werken, in denen von Anfang an mehr nackte Haut zu sehen ist, wird hingegen immer wieder sehr rigoros zensiert. Als typische Mittel werden hier starker Dampf, gleißende Lichtstrahlen oder Abdunkelungen verwendet, sodass die betreffenden Regionen nicht mehr zu sehen sind. Diese Art der Zensur findet sich häufig in Anime wieder, die im Fernsehen ausgestrahlt werden, wobei die Kaufmedien in aller Regel ohne diese Zensur angeboten werden. Dadurch steht letztere Form der Zensur auch immer wieder in der Kritik, bewusst in kostenlosen Angeboten forciert zu werden, um den Fan zum Kauf der unzensierten Medien zu ermuntern.

### Geschlechtsverkehr und sexuelle Phantasien
Normalerweise sind Anime und Manga, in denen Geschlechtsverkehr vorkommt, eher dem Hentai zuzuordnen. Dieser kann aber im Rahmen eines Missverständnis des Betrachters dennoch dargestellt beziehungsweise angedeutet werden. Ein Beispiel dafür wären zwei Figuren, die gemeinsam nach einem Gegenstand suchen, was aber für einen die Szene beobachtenden Dritten aufgrund der Silhouette oder der gehörten Worte sich ganz anders darstellt. Ebenso werden immer wieder die sexuellen Phantasien der Figuren gezeigt, wobei hier insbesondere eindeutige Kostümierungen und Posen den eigentlichen Sachverhalt andeuten sollen.

### Pantsu
Mit Pantsu (パンツ, von engl. pants ≈ (Unter)hosen) wird die Sichtbarkeit der Unterwäsche gemeint, was in den meisten Fällen zu komischen Reaktionen zwischen einem männlichen und einem weiblichen Charakter führt. Die Reaktionen können variieren, aber in der Regel wird der männliche Charakter dafür bestraft, dass er die Unterwäsche des weiblichen Charakters gesehen hat. Die Farbe und das Muster der Unterwäsche richten sich häufig am Charakter der Person, die sie trägt, unschuldige Mädchen tragen also eher weiße Unterwäsche, kindliche Mädchen entsprechende wie beispielsweise mit Erdbeeren- (ichigo pantsu) oder Bärchenmuster (kuma-san pantsu) und bösartige Mädchen rote Unterwäsche.
Das Pantsu-Thema ist sehr beliebt in Etchi und kommt in Anime wie Chobits oder Sora no Otoshimono vor. Das Pantsu-Thema ist in der Regel nicht wichtig für den eigentlichen Verlauf und wird verwendet, um die Zuseher zu erheitern (Fanservice). Eine Ausnahme hierfür bildet zum Beispiel der Anime Panty & Stocking with Garterbelt, in welchem die Unterwäsche als Waffe verwendet wird.

## Zielgruppen
Anime mit den Inhalten eines Etchi haben eine junge, jugendliche Zielgruppe. Diese ist meist männlich und unter 18 Jahren gehalten, mitunter sind Etchi aber auch sehr anspruchsvoll und weniger humorvoll, was eine ältere Zielgruppe ansprechen soll.